# Alawiden

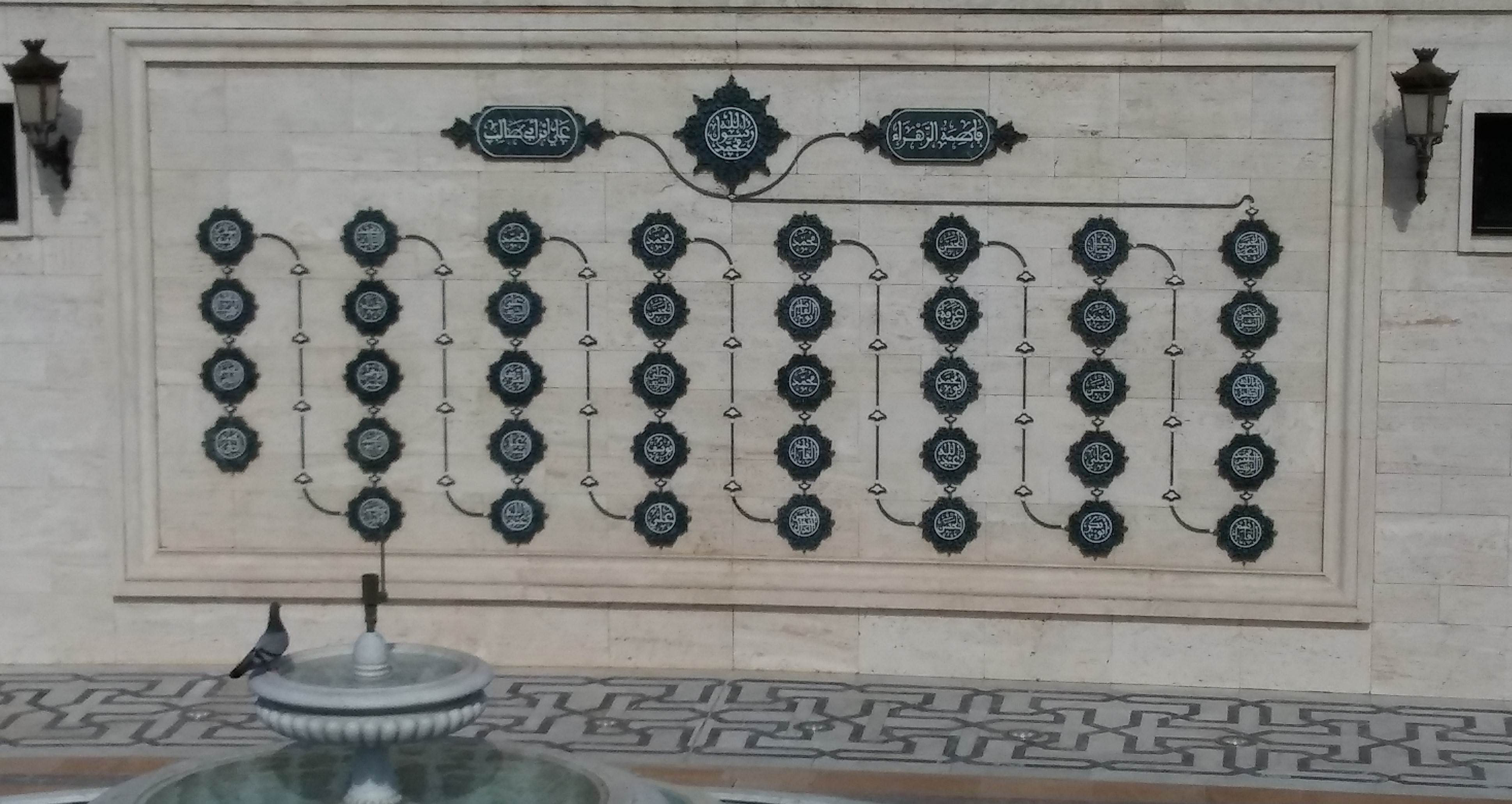
Stammbaum der Alawiden von Prophet Mohammed bis König Mohammed VI. vor dem Hassan-Turm in Rabat.

Die Dynastie der Alawiden (arabisch العلويون, DMG al-ʿAlawīyūn ‚Nachkommen ‘Alīs‘; auch Alaouiten oder Alaviden, nach ihrer Heimat-Oase Tafilalet auch Filaliten, الفيلاليون, DMG al-Fīlālīyūn), wegen ihrer vorgeblichen Abstammung Zweite Scherifen-Dynastie genannt, herrscht seit dem Jahr 1664 in Marokko.
Verwechslungsgefahr besteht aufgrund der Wortverwandtschaft mit den Alawiten in Syrien und den Aleviten in der Türkei. Alawi (in türkischer Aussprache Alevi) bedeutet Mitglied der Partei von Ali oder Nachkomme Alis, womit in allen drei Fällen Ali ibn Abi Talib gemeint ist.

Königsstandarte von Marokko

## Geschichte
Die Alawiden führen ihre Abstammung selbst auf Hasan ibn ʿAlī, den Enkel des Propheten Mohammed, zurück und gelten somit als Scherifen; daher bezeichnen sie sich auch als Aliden. Sie kamen Ende des 13. Jahrhunderts aus dem Hedschas nach Marokko. Während der Anomie nach dem Tod des Saadiers Ahmad al-Mansur (1578–1603) begannen die Alawiden, ihre Macht in Südmarokko auszudehnen. 1659 wurde mit der Eroberung von Marrakesch der letzte Herrscher der Saadier gestürzt. Nach dem Sieg über die Nordmarokko kontrollierende religiöse Dila-Bruderschaft wurde Marokko unter Mulai ar-Raschid (1664–1672) vereinigt und befriedet.
Die eigentliche Organisation des Reiches erfolgte unter Mulai Ismail (1672–1727), der gegen den Widerstand der Stämme mit dem Aufbau eines Einheitsstaates begann. Da die Alawiden im Gegensatz zu den vorhergehenden Dynastien (Saadier, Meriniden, Almohaden und Almoraviden) nicht den Rückhalt eines einzelnen Berber- oder Beduinenstammes hatten, baute Mulai Ismail ein Heer aus schwarzafrikanischen Sklaven (abids) auf, mit denen er Marokko kontrollieren konnte. Mit diesen Truppen wurden die Engländer aus Tanger (1684) und die Spanier aus Larache/al-Araisch (1689) vertrieben. Allerdings überdauerte dieser Einheitsstaat den Tod von Mulai Ismail nicht. In den nach 1727 ausbrechenden Machtkämpfen setzten sich die Stämme wieder als wichtigste politische und militärische Faktoren in Marokko durch.
Erst Sultan Mulai Muhammad (1757–1790) konnte das Reich wieder befrieden und die Verwaltung reorganisieren. Auf einen erneuten Versuch der Zentralisierung wurde verzichtet, womit die Stämme ihre Autonomie bewahren konnten. Unter Mulai Abd ar-Rahman (1822–1859) geriet Marokko unter den Einfluss der europäischen Mächte. Als Marokko in Algerien den Freiheitskampf des Emirs Abd el-Kader unterstützte, wurde es 1844 von Frankreich vernichtend geschlagen und musste die Unterstützung der Algerier aufgeben.
Seit Sidi Muhammad IV. (1859–1873) und Mulai al-Hassan I. (1873–1894) versuchten die Alawiden, durch Verträge mit europäischen Staaten und den USA den Handel zu fördern. Auch wurden Armee und Verwaltung modernisiert, um die Berber- und Beduinenstämme besser kontrollieren zu können. Mit dem Krieg Spaniens gegen Marokko (1859–1860) begann eine direkte europäische Einflussnahme. Zwar konnte in der Konferenz von Madrid (1880) die Unabhängigkeit Marokkos gesichert werden, doch gewann vor allem Frankreich weiter an Einfluss. Gegen diesen steigenden Einfluss Frankreichs, das 1904 seine Interessen mit Großbritannien abgestimmt hatte, versuchte das Deutsche Reich seine Interessen zu wahren. Dies führte zur 1. Marokkokrise (1905–1906) und zur 2. Marokkokrise (1911). Die Position Frankreichs konnte aber nicht mehr erschüttert werden, so dass Marokko am 3. Dezember 1912 das französische Protektorat anerkennen musste. Gleichzeitig musste das Rif-Gebiet in Nordmarokko an Spanien abgetreten werden.
Unter dem französischen Protektorat (1912–1956) wurde stark in den Ausbau der Infrastruktur investiert, um die Städte an der Atlantikküste mit dem Hinterland zu verbinden. So wurde in Marokko ein einheitlicher Wirtschaftsraum geschaffen. Ebenso wurde die Verwaltung gegenüber den Stämmen durchgesetzt. Als die Berber 1930 den französischen Gerichten unterstellt werden sollten, entwickelte sich in Marokko eine Unabhängigkeitsbewegung. Im Jahre 1944 wurde die Unabhängigkeitspartei Istiqlal gegründet, die Sultan Mohammed V. (1927–1961) in der Rede von Tanger unterstützte. Zwar wurde dieser 1953 von den Franzosen zeitweise abgesetzt und nach Madagaskar verbannt, doch musste Frankreich Marokko am 2. März 1956 in die Unabhängigkeit entlassen. Während des französischen Protektorats wurde die Urbanisierung des Landes erheblich beschleunigt und die Entwicklung einer industriellen Wirtschaft eingeleitet. Marokko war im Zweiten Weltkrieg ein wichtiger Außenposten Frankreichs (dazu: Französisch-Nordafrika im Zweiten Weltkrieg).
Während den Franzosen die Befriedung Marokkos gelang, provozierten die Spanier im Rif-Gebiet den zweiten Marokkanischen Krieg (den dritten von drei Rifkriegen). Er begann im Jahr 1921 und endete 1926. Zunächst vertrieben die Berber und Abd al-Karim die spanischen Truppen und gründeten 1923 die Rif-Republik. Mit dem völkerrechtswidrigen Chemiewaffeneinsatz im Rifkrieg (über 500 Tonnen Senfgas) und mit Hilfe französischer Truppen gelang es Spanien, den Aufstand niederzuschlagen. Im spanischen Bürgerkrieg kämpften viele Rif-Berber auf der Seite Francos, bevor Spanien das Rif-Gebiet an das unabhängige Marokko zurückgab.

## Herrscher
Die Herrscher stammen aus der Alawiden-Dynastie. Vor 1957 hieß der Herrscher Sultan.
| - Muhammad I. (1640–1664) - Mulai ar-Raschid (1664–1672) - Mulai Ismail (1672–1727) - Ahmad (1727–1728) abgesetzt - Abd al-Malik (1728) - Ahmad (1728–1729) wiedereingesetzt - Abd Allah (1729–1734) abgesetzt - Ali (1734–1736) abgesetzt - Abd Allah (1736) wiedereingesetzt, abgesetzt - Muhammad II. (1736–1738) abgesetzt - al-Mustadi (1738–1740) abgesetzt - Abd Allah (1740–1741) wiedereingesetzt, abgesetzt - Zayn al-Abidin (1741) abgesetzt - Abd Allah (1741–1742) wiedereingesetzt, abgesetzt - al-Mustadi (1742–1743) wiedereingesetzt, abgesetzt - Abd Allah (1743–1747) wiedereingesetzt, abgesetzt - al-Mustadí (1747–1748) wiedereingesetzt, abgesetzt | - Abd Allah (1748–1757) wiedereingesetzt - Mohammed III. (1757–1790) - Yazid (1790–1792) - Hischam (1792–1798) - Sulaiman (1798–1822) - Mulai Abd ar-Rahman (1822–1859) - Sidi Mohammed IV. (1859–1873) - Mulai al-Hassan I. (1873–1894) - Abd al-Aziz (1894–1908) - Mulai Abd al-Hafiz (1908–1912) - Mulai Yusuf (1912–1927) - Mohammed V. (1927–1953) abgesetzt - Mohammed (VI.) ibn Arafa (1953–1955) - Mohammed V. (1955–1961) wiedereingesetzt - Hassan II. (1961–1999) - Mohammed VI. (1999–) |